# Сумаїла Діабате
Сумаїла Діабате (фр. Soumaïla Diabaté, нар. 22 листопада 2004) — малійський футболіст, півзахисник австрійського клубу «Ред Булл».

## Ігрова кар'єра
Народився 22 листопада 2004 року у Малі. Розпочав займатись футболом на батьківщині у Амадемії ЖМГ та клубі «Гідарс». У січні 2023 року він переїхав до Австрії, щоб приєднатися до клубу «Ред Булл», де спочатку став грати за фарм-клуб «Ліферінг», в якому взяв участь у 35 матчах другого дивізіону.
У вересні 2024 року Діабате був відданий в оренду клубу австрійської Бундесліги «Блау-Вайс» (Лінц). Відіграв за команду з Лінца наступний сезон своєї ігрової кар'єри. Граючи у складі клубу з Лінца також здебільшого виходив на поле в основному складі команди.
У червні 2025 року він повернувся до «Ред Булла» напередодні клубного чемпіонату світу 2025 року. Діабате дебютував за «Ред Булл» у матчі проти мексиканської «Пачуки» (2:1) і загалом зіграв а турнірі три матчі, але австрійці не змогли вийти з групи.

## Статистика виступів

### Статистика клубних виступів
Станом на 24 травня 2025
| Сезон                | Команда              | Чемпіонат            | Чемпіонат | Чемпіонат | Національний кубок | Національний кубок | Національний кубок | Континентальні кубки | Континентальні кубки | Континентальні кубки | Інші змагання | Інші змагання | Інші змагання | Усього | Усього | Усього |
| Сезон                | Команда              | Ліга                 | Ігор      | Голів     | Ліга               | Ігор               | Голів              | Ліга                 | Ігор                 | Голів                | Ліга          | Ігор          | Голів         | Ігор   | Голів  |        |
| -------------------- | -------------------- | -------------------- | --------- | --------- | ------------------ | ------------------ | ------------------ | -------------------- | -------------------- | -------------------- | ------------- | ------------- | ------------- | ------ | ------ | ------ |
| січ.-черв. 2023      | «Ліферінг»           | 2Л                   | 3         | 0         | -                  | -                  | -                  | -                    | -                    | -                    | -             | -             | -             | 3      | 0      |        |
| 2023–24              | «Ліферінг»           | 2Л                   | 26        | 1         | -                  | -                  | -                  | -                    | -                    | -                    | -             | -             | -             | 26     | 1      |        |
| 2024–25              | «Ліферінг»           | 2Л                   | 3         | 1         | -                  | -                  | -                  | -                    | -                    | -                    | -             | -             | -             | 3      | 1      |        |
| Усього за «Ліферінг» | Усього за «Ліферінг» | Усього за «Ліферінг» | 32        | 2         |                    | -                  | -                  |                      | -                    | -                    |               | -             | -             | 32     | 2      |        |
| 2024–25              | «Блау-Вайс» (Лінц)   | БЛ                   | 26        | 0         | КА                 | 1                  | 0                  | -                    | -                    | -                    | -             | -             | -             | 27     | 0      |        |
| Усього за кар'єру    | Усього за кар'єру    | Усього за кар'єру    | 58        | 2         |                    | 1                  | 0                  |                      | -                    | -                    |               | -             | -             | 59     | 2      |        |